# Os Inquilinos
Os Inquilinos - Os Incomodados que Se Mudem é um filme brasileiro de 2009, lançado em 2010, do gênero drama, dirigido por Sergio Bianchi.
A direção de fotografia é de Marcelo Corpanni, a direção de arte de Beatriz Pessoa, o figurino é de Izabel Paranhos e a montagem de André Finotti.
O filme foi selecionado para a 33ª Mostra Internacional de Cinema em São Paulo. e foi destaque no Festival do Rio em 2009.

## Elenco
- Caio Blat .... Evandro
- Zezeh Barbosa .... Terezinha
- Marat Descartes .... Valter
- Ana Carbatti .... Iara
- Robson Nunes .... Fabrício
- José Trassi .... Romualdo
- Leona Cavalli .... Fátima
- Lennon Campos .... Diogo
- Pascoal da Conceição .... Josué
- Ailton Graça .... Francisco
- Sérgio Guizé .... Moacir
- Cássia Kiss .... Professora
- Umberto Magnani .... Dimas
- Carlos Meceni .... Zé Luis
- Cláudia Mello .... Consuelo
- Andressa Néri .... Fernanda
- Ana Lúcia Torre .... Diretora
- Sidney Santiago .... Cleber
- Fernando Alves Pinto .... Professor de Matemática

## Prêmios
Festival do Rio
- Ganhou dois prêmios, nas categorias de Melhor Atriz Coadjuvante (Cássia Kiss) e Melhor Roteiro (Beatriz Bracher e Sergio Bianchi).